# 攻克柯尼斯堡奖章
攻克柯尼斯堡奖章 (俄语：Медаль «За взятие Кёнигсберга») 是苏联在1945年6月9日由苏联最高苏维埃主席团应苏联国防人民委员部的请求而颁令设立的一种战役奖章，以嘉许及认可苏联军民在1944年12月29日到1945年2月13日期间在柯尼斯堡战役中对纳粹德国军队的英勇战斗。有约76万军民获得此奖章。此奖章的章程在1980年7月18日被苏联最高苏维埃主席团№ 2523-X法令修定。

## 颁授情况
攻克柯尼斯堡奖章" 授予所有直接参与攻占柯尼斯堡的苏联红军、红海军和内务人民委员部所属部队的官兵，以及参与策划及指挥柯尼斯堡战役的军事人员及其他人员。 
此奖章是以苏联最高苏维埃主席团的名义，根据证明实际参与了攻克柯尼斯堡的文件而颁发。现役人员的奖章由其所在部队指挥官颁授，退役人员从社区所在的区域、城市或地区军事委员处获得其奖章。
攻克柯尼斯堡奖章佩戴在左胸，当存在其他苏联勋章奖章时，应配戴在攻克布达佩斯奖章之后，攻克维也纳奖章之前。如果佩戴了其它俄罗斯联邦勋章或奖章，则后者具有优先权。

## 奖章制式
攻克柯尼斯堡奖章采用五边形绶带，主体为直径32毫米的黄铜镀金质圆形奖章，两侧有凸起边缘。
奖章正面中央为粗体的题词：「为了攻克柯尼斯堡」（俄语：«ЗА ВЗЯТИЕ КЕНИГСБЕРГА»），上方有一颗紧贴奖章边缘带有光芒的五角星。奖章底部为水平月桂枝。
奖章背面的上方分三行写着「1945年4月10日」（俄语：10 АПРЕЛЯ 1945），即柯尼斯堡剩余的守军向苏联紅军投降的日期。日期上方有一颗小五角星。
攻克柯尼斯堡奖章通过奖章上方的圆环穿过奖章悬挂环固定到一个标准的苏联五边形章挂，章挂由24毫米宽的莫列波纹，边缘的两个2毫米绿色条纹，和中间共五个4毫米宽，三个黑色和两个绿色交替的条纹绶带覆盖。

## 获奖者
以下为攻克柯尼斯堡奖章部分获奖者名单：
- 苏联元帅 亚历山大·米哈伊洛维奇·华西列夫斯基
- 苏联元帅 康斯坦丁·康斯坦丁诺维奇·罗科索夫斯基
- 海军上将 弗拉基米尔·菲利普维奇·特里布茨（英语：Vladimir Tributs）
- 苏联元帅 皮奥特·基里洛维奇·科什维耶伊（英语：Pyotr Koshevoy）
- 大将 伊万·伊万诺维奇·费久宁斯基
- 苏联元帅 伊萬·霍夫汉内斯·巴格拉米扬
- 大将 库兹马·尼基托维奇·嘉利特斯基（英语：Kuzma Galitsky）
- 海军少校 迈克尔·彼得洛维奇·齐赛尔斯基（英语：Michael Tsiselsky）
- 战地记者 叶甫根尼·阿纳耶维奇·哈尔岱
- 空军主帅 亚历山大·叶甫根尼耶维奇·戈洛瓦诺夫（英语：Alexander Golovanov）
- 苏联人民艺术家 叶甫根尼·雅科夫列维奇·威斯尼克（英语：Yevgeny Vesnik）
- 炮兵主帅 米特罗凡·伊万诺维奇·涅杰林
- 中将 亚历山大·伊格纳迪耶维奇·莫洛德奇（英语：Alexander Molodchy）
- 军士长 叶卡捷琳娜·米哈伊洛娃·德米娜（英语：Ekaterina Mikhailova-Demina）
- 画家 米哈伊尔·埃夫多吉莫维奇·特卡切夫（英语：Mikhail Tkachev）
- 少校 阿夫拉汉姆·艾萨克维奇·席福林（英语：Avraham Shifrin）
- 作家 亚历山大·索尔仁尼琴（战时曾任陆军大尉）
- 上尉 Nikolai Ivanovich Fomin
- 近卫军列兵 Mikhail Ivanovich Gavrilov
- 海军上尉 Il'ya Mikhailovich Pankov
- 上校 Stepan Grigor'evich Boïko
- 中将 Alexander Sergeevich Ksenofontov
- 上校 Pavel Sergeevich Korchmaryuk
- 少将 Viktor Petrovich Beltiukov
- 少校 Ivan Pavlovich Shitikov
- 少将 Anatoly Ivanovich Bankuzov
- 少将 Georgy Borisovich Peters
- 近卫军上校 Sergei Grigor'evich Demanovska
- 上校 Stepan Yakovlevich Nehaenko
- 中校 斯蒂芬·尼古拉耶维奇·波罗泽内茨（英语：Stepan Borozenets）
- 少将 Vladimir Konstantinovich Polupanov
- 上校 Anatoly Vasilievich Dorofeev
- 中校 Alexander Grigoryevich Turutin